# The Letter (1929)
The Letter ist ein US-amerikanisches Filmdrama aus dem Jahr 1929. Regie führte Jean de Limur. Das Drehbuch basiert auf basiert auf dem gleichnamigen Werk von W. Somerset Maugham, dass dieser 1926 als Kurzgeschichte und dann 1927 als Theaterstück publizierte.

## Handlung
Das Ehepaar Leslie und Robert Crosbie lebt in den 1920er Jahren auf einer Plantage außerhalb Singapurs. Leslie schreibt einen Brief an ihren Liebhaber Geoffrey Hammond, in dem sie ihn bittet, sie zu besuchen. Hammond liest den Brief bei seiner chinesischen Geliebten Li-Ti und lässt ihn bei dieser liegen. Bei Hammonds Besuch konfrontiert Leslie ihn mit ihrem Wissen über seine Beziehung zu Li-Ti. Geoffrey beendet die Beziehung zu Leslie und wird daraufhin von dieser erschossen. Vor Gericht sagt Leslie aus, Geoffrey Hammond sei betrunken gewesen und habe versucht, sie zu vergewaltigen. Sie habe in Notwehr gehandelt. Alles deutet auf einen Freispruch für Leslie Crosbie hin, als On Chi Seng, der Assistent von Leslies Anwalt Howard Joyce, Kenntnis von dem Brief erhält. Dieser Brief könnte Leslies Schuld beweisen. Der Besitzer des Briefes will ihn für 10.000 US-Dollar verkaufen. Leslie will, dass ihr Anwalt den Brief kauft und ihn unter Verschluss hält. Joyce lehnt den Vorschlag zunächst ab, stimmt dann aber zu. Li-Ti, die Verkäuferin des Briefes, stellt die Bedingung, Leslie persönlich zu treffen. Li-Ti erniedrigt Leslie, bezichtigt sie des Mordes und übergibt ihr nach Erhalt des Geldes den Brief. Das Gericht spricht Leslie frei und ihr Mann erkundigt sich bei ihrem Anwalt nach den Kosten des Verfahrens. Von Joyce erfährt Robert Crosbie von den 10.000 Dollar für den Brief. Crosbie lässt sich den Brief aushändigen, liest ihn und erfährt von der Affäre seiner Frau. Zuhause stellt Robert Crosbie seine Frau zur Rede. Leslie äußert sich zunächst nicht, beschimpft dann aber ihren Mann und wirft ihm vor, nur seine Arbeit im Kopf zu haben. Sie bittet ihn um die Trennung. Crosbie erklärt, alle Ersparnisse seien aufgebraucht, sie müsse mit ihm und mit ihren Erinnerungen in diesem Haus wohnen bleiben. Leslie entgegnet daraufhin, dass sie den Mann, den sie tötete, immer noch von ganzem Herzen liebe.

## Hintergrund
Jeanne Eagels wurde 1930 für ihre Darstellung der Leslie Crosbie für den Academy Award nominiert. Damit war Eagels, die im Oktober 1929 im Alter von 39 Jahren überraschend verstarb, die erste Schauspielerin, die posthum nominiert wurde.
1940 spielte Bette Davis in einem Remake die Rolle der Leslie Crosbie, der Film kam unter dem Titel Das Geheimnis von Malampur 1949 in die deutschen Kinos. Davis wurde ebenso wie Eagels für ihre Darstellung der Leslie Crosbie für den Oscar nominiert. Herbert Marshall, der 1929 als Geoffrey Hammond seine erste größere Kinorolle spielte, übernahm in der Neuverfilmung die Rolle des Robert Crosbie.